# 金序珽
金序珽，字紫峰，安徽英山（今属湖北省黄冈市）人，乾隆三十四年进士，官至安庆府教授，著有《又一村樵唱》。

## 生平
金序珽出生于安徽省英山县（今属湖北省黄冈市）金家铺的一个书香门第，祖父金天爵、父亲金绍伟均是进士。

## 家人
金序珽的祖父是金天爵，祖母为傅氏，父亲为金绍伟，母亲为沈氏，妻子是闻氏。金序珽的儿子金光悌是乾隆四十五年进士，官至刑部尚书。